# Système d'information de gestion des ressources humaines et des moyens
Pour les articles ayant des titres homophones, voir Cyrène et Sirène.
Le système d'information de gestion des ressources humaines et des moyens (SIRHEN) était un logiciel visant à rénover les systèmes d'information du ministère français de l'Éducation nationale française. Lancé en 2007, ses coûts de mise en place sont quintuplés pour un déploiement extrêmement lent qui ne touche en 2017 que 1,8 % du personnel concerné. Ce logiciel, inadapté et trop coûteux, est abandonné en juillet 2018 à la suite « de nombreuses dérives », selon la Cour des comptes, et après avoir coûté 400 millions d'euros.

## Évaluation du logiciel par la Cour des comptes
En 2016, la Cour des comptes réalise une enquête sur la conduite du programme SIRHEN entre 2006 et 2015 qui dénonce une dérive des délais et des coûts depuis le début de sa mise en place. 

### Explosion des coûts
Évalué initialement à 80 millions d’euros, son coût a été plusieurs fois réévalué pour atteindre 323,3 millions d’euros en 2017, et 400 millions d'euros en 2020
La Cour des comptes estime que le projet a été « engagé sans cadrage technique et financier précis ». Elle note que le coût de ce programme a été arrêté à 60 M€ en 2008, son échéance de réalisation complète étant fixée à 2012. Elle constate que « depuis 2008, des difficultés mal maîtrisées dans la conduite du programme ont entravé son bon déroulement jusqu'à provoquer un quintuplement du coût à terminaison, qui passe de 60 à 286 millions d'euros, un étirement du calendrier global jusqu'en 2023, et enfin un blocage du programme, le prestataire de réalisation ne parvenant pas à livrer une version de l'outil d'une qualité apte à la prise en charge des premiers agents. »
Dans sa réponse au rapport d'enquête fourní par la Cour des comptes, Najat Vallaud-Belkacem fait état d'une enveloppe budgétaire allouée de 496 M€ incluant les dépenses de personnel de 103 M€ et les coûts liés à Sirhen de 323 M€ et le maintien en condition opérationnelle (70 M€). Le compteur s'arrêtera finalement à 320 millions d'euros à la suite de la décision de Jean-Michel Blanquer d’abandonner le développement de SIRHEN ,

### Responsabilités
La Cour des comptes constate que les causes des dysfonctionnements sont diverses:
Elle souligne que la complexité du logiciel SIRHEN « a été sous-estimée par le ministère ». Le ministère a mis en place une équipe interne trop réduite et n'a pas établi de dispositif solide et transversal de suivi, et « l'ampleur des prestations externalisées a privé le ministère d'une maîtrise suffisante de l'outil qu'il construisait ».

### Critiques
La Cour des comptes constate que « de fortes incertitudes demeurent », notamment sur la capacité du logiciel pour les prochaines années à prendre en charge des groupes de population beaucoup plus importants.
En 2020, la Cour des comptes indique que le coût du logiciel s'est élevé à 400 millions d'euros, et n'est mis en place que pour 2 % des agents.

## Conception
Jusque 2016, deux tiers des personnels chargés de la conception du logiciel étaient des consultants externes, puis à partir de 2016 le ministère affiche la volonté de réinternaliser une partie du travail confié aux SSII. La réalisation de l’applicatif et de certains pans touchant aux environnements d’exploitation était confiée à la société Capgemini. 